# Wappen der Stadt Rudolstadt
Das Wappen der Stadt Rudolstadt ist das offizielle Hoheitszeichen der Stadt Rudolstadt. 

## Blasonierung
„Auf grünem Grund ein nach links steigender, goldener, bekrönter und bewehrter, doppelschwänziger Löwe.“

## Geschichte
Wann die Stadt Rudolstadt erstmals ein Wappen führte, ist nicht überliefert. Eine erste Abbildung findet sich auf einem Siegel einer Urkunde aus dem Jahre 1378. Aus dem Jahre 1784 ist eine steinerne Wappendarstellung vorhanden, die sich über einer Tür am Alten Rathaus in Rudolstadt befindet.
Der Löwe im Wappen von Rudolstadt stammt aus dem Wappen der Grafen von Schwarzburg, die diesen bereits im 12. Jahrhundert verwendeten. Der Löwe steht für Kraft und Macht. Im Gegensatz zum Schwarzburger Wappen, das den Löwen auf blauem Grund zeigt, verwendeten die Rudolstädter die Farbe grün, um damit Selbstbewusstsein und Souveränität zu demonstrieren.
Das Wappen wurde im Laufe der Jahrhunderte gestalterisch mehrfach angepasst und überarbeitet zuletzt 1992.
Der Beschluss zur Führung des Wappens in seiner heutigen Form erfolgte durch den Stadtrat von Rudolstadt im Juli 1992.

## Abbildungen

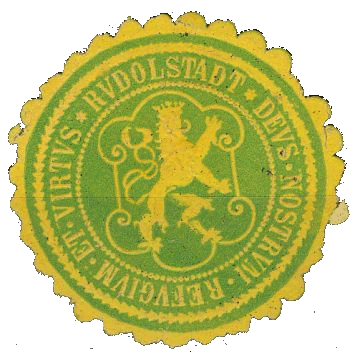
Siegel von Rudolstadt um 1900
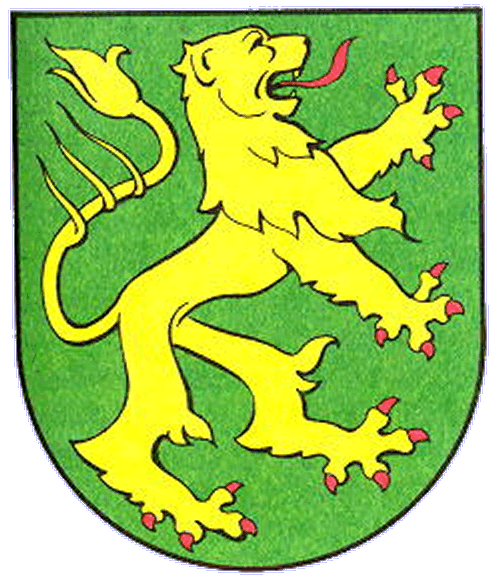
Bis 1992 gebräuchliche Form des Wappens